# Saint-Antoine-sur-Richelieu
Saint-Antoine-sur-Richelieu es un municipio situado en Quebec, Canadá. Según el censo de 2021, tiene una población de 1738 habitantes.
Está ubicado en el municipio regional del condado de La Vallée-du-Richelieu, Montérégie.

## Geografía
Se encuentra en la orilla oeste del río Richelieu, frente a Saint-Denis-sur-Richelieu. El relieve es plano y los suelos propicios a la agricultura.

## Historia
Antoine Pécaudy de Contrecœur, a quien el topónimo del municipio recuerda, fue un militar que llegó a Nueva Francia en 1665. Se hace conceder el señorío Saint-Antoine en 1672. El desarrollo del señorío empezó en 1724 con la llegada de los primeros habitantes que practicaban la agricultura. La parroquia católica de Saint-Antoine-de-Padoue fue construida en 1741, en la época de Nueva Francia.
En 1763 arribaron numerosos acadianos que hicieron aumentar la población rápidamente. Durante la época de Bajo Canadá, el establecimiento se llamaba Saint-Antoine-de-la-Rivière-Chambly, por el nombre que tenía en ese entonces el río Richelieu. La parroquia de Saint-Antoine-de-Padoue fue constituida oficialmente en 1889 y el municipio parroquial de Saint-Antoine-de-Padoue fue incorporado en 1890. En 1921, un nuevo municipio llamado Saint-Antoine-sur-Richelieu fue creado. En 1982, el actual municipio de Saint-Antoine-sur-Richelieu fue instituido por la unión de estos dos municipios.

## Política
El alcalde es Jonathan Callifoux. El concejo municipal de seis miembros es elegido sin división territorial. El municipio está incluido en las circunscripciones electorales de Borduas a nivel provincial y de Verchères-Les Patriotes a nivel federal.

## Demografía
Según el censo de 2021, hay 1738 personas residiendo en este municipio, con una densidad de población de 26.5 hab./km². Los datos mostraron un aumento del 2.6% respecto al censo anterior. El número total de inmuebles particulares resultó de 752. El número total de viviendas particulares que se encontraban ocupadas por residentes habituales fue de 729.

### Población
Tendencia de la población:
| Año  | Población | Cambio (%) |
| ---- | --------- | ---------- |
| 2021 | 1738      | 2,6%       |
| 2016 | 1694      | 2,1%       |
| 2011 | 1659      | 4,1%       |
| 2006 | 1594      | 4,9%       |
| 2001 | 1519      | 0,9%       |
| 1996 | 1533      | 2.7%       |
| 1991 | 1576      |            |

### Idiomas
Lengua materna (2021)
| Idioma        | Población | Porcentaje (%) |
| ------------- | --------- | -------------- |
| Francés       | 1670      | 96.09%         |
| Inglés        | 30        | 1.73%          |
| Otros idiomas | 38        | 2.19%          |

## Sociedad

### Personalidades
- Antoine Pécaudy de Contrecœur (1596-1688), señor
- Eulalie Durocher (1811-1849), fundadora de la congregación de las Sœurs des Saints-Noms-de-Jésus-et-de-Marie
- George-Étienne Cartier (1814-1873), primer ministro